# Болеславув (Великопольське воєводство)
Болеславув (пол. Bolesławów, нім. Boleslawowo, 1939-45: Bohlau) — село в Польщі, у гміні Борек-Велькопольський Гостинського повіту Великопольського воєводства.
Населення — 295 осіб (2011).
У 1975-1998 роках село належало до Лешненського воєводства.

## Демографія
Демографічна структура станом на 31 березня 2011 року:
|          | Загалом | Допрацездатний вік | Працездатний вік | Постпрацездатний вік |
| -------- | ------- | ------------------ | ---------------- | -------------------- |
| Чоловіки | 152     | 44                 | 96               | 12                   |
| Жінки    | 143     | 26                 | 82               | 35                   |
| Разом    | 295     | 70                 | 178              | 47                   |